# Llista de topònims de Mont-roig del Camp
Llista de topònims (noms propis de lloc) del municipi de Mont-roig del Camp, al Baix Camp
Informació actualitzada per un bot. Els canvis manuals es perdran quan s'actualitzi!

## barraca de vinya
| imatge | Nom                                           | Ubicat a           | instància de     | Detalls                     | coordenades                                                            | Protecció                      | Commons (més fotos)                           | Dades a WD                    |
| ------ | --------------------------------------------- | ------------------ | ---------------- | --------------------------- | ---------------------------------------------------------------------- | ------------------------------ | --------------------------------------------- | ----------------------------- |
|        | Conjunt de barraques de pedra seca            | Mont-roig del Camp | barraca de vinya | Estil: arquitectura popular | 41° 03′ 06″ N, 0° 56′ 27″ E / 41.05163°N,0.94097°E                     | bé cultural d'interès local    | Barraques de pedra seca de Mont-roig del Camp | Modifica les dades a Wikidata |
|        | barraques de pedra seca de Mont-roig del Camp | Mont-roig del Camp | barraca de vinya | Estil: arquitectura popular | 41° 05′ 01″ N, 0° 57′ 28″ E / 41.08361111111111°N,0.9577777777777778°E | bé cultural d'interès nacional | Barraques de pedra seca de Mont-roig del Camp | Modifica les dades a Wikidata |

## cabana
| imatge | Nom                              | Ubicat a           | instància de | Detalls | coordenades                                                          | Protecció | Commons (més fotos) | Dades a WD                    |
| ------ | -------------------------------- | ------------------ | ------------ | ------- | -------------------------------------------------------------------- | --------- | ------------------- | ----------------------------- |
|        | barraca d'en Morell              | Mont-roig del Camp | cabana       |         | 41° 03′ 48″ N, 0° 56′ 03″ E / 41.0633703818689°N,0.934100774288807°E |           |                     | Modifica les dades a Wikidata |
|        | barraca del Nan                  | Mont-roig del Camp | cabana       |         | 41° 04′ 05″ N, 0° 55′ 51″ E / 41.0679238168636°N,0.93085189865017°E  |           |                     | Modifica les dades a Wikidata |
|        | caseta de l'Alfonso de la Cirila | Mont-roig del Camp | cabana       |         | 41° 02′ 32″ N, 0° 58′ 44″ E / 41.0422141564141°N,0.978900372563022°E |           |                     | Modifica les dades a Wikidata |
|        | caseta de l'Eugeni               | Mont-roig del Camp | cabana       |         | 41° 03′ 30″ N, 1° 00′ 35″ E / 41.0584324776785°N,1.00971242208737°E  |           |                     | Modifica les dades a Wikidata |
|        | caseta del Borràs                | Mont-roig del Camp | cabana       |         | 41° 03′ 34″ N, 1° 00′ 37″ E / 41.0595484397176°N,1.01017857342505°E  |           |                     | Modifica les dades a Wikidata |
|        | caseta del Borràs Xambo          | Mont-roig del Camp | cabana       |         | 41° 03′ 41″ N, 1° 00′ 44″ E / 41.0612693181497°N,1.01229256416147°E  |           |                     | Modifica les dades a Wikidata |
|        | caseta del Cinto                 | Mont-roig del Camp | cabana       |         | 41° 03′ 40″ N, 1° 00′ 31″ E / 41.0611049612366°N,1.00851319012856°E  |           |                     | Modifica les dades a Wikidata |
|        | caseta del Merla                 | Mont-roig del Camp | cabana       |         | 41° 04′ 25″ N, 1° 02′ 03″ E / 41.0736161209326°N,1.03420235501031°E  |           |                     | Modifica les dades a Wikidata |
|        | les Cabanes                      | Mont-roig del Camp | cabana       |         | 41° 01′ 01″ N, 0° 55′ 30″ E / 41.0170096335555°N,0.925085239596815°E |           |                     | Modifica les dades a Wikidata |

## cap
| imatge | Nom                              | Ubicat a                                                | instància de | Detalls | coordenades                                                       | Protecció | Commons (més fotos) | Dades a WD                    |
| ------ | -------------------------------- | ------------------------------------------------------- | ------------ | ------- | ----------------------------------------------------------------- | --------- | ------------------- | ----------------------------- |
|        | Punta Porquerola                 | Mont-roig del Camp                                      | cap          |         | 41° 01′ 46″ N, 0° 58′ 14″ E / 41.02952°N,0.9706°E                 |           |                     | Modifica les dades a Wikidata |
|        | Punta de Riu de Llastres         | Mont-roig del Camp Vandellòs i l'Hospitalet de l'Infant | cap          |         | 40° 59′ 32″ N, 0° 55′ 56″ E / 40.9921°N,0.93233°E                 |           |                     | Modifica les dades a Wikidata |
|        | Punta dels Peñals                | Mont-roig del Camp                                      | cap          |         | 41° 01′ 00″ N, 0° 57′ 00″ E / 41.01667°N,0.95°E                   |           |                     | Modifica les dades a Wikidata |
|        | punta de la Pixerota             | Mont-roig del Camp                                      | cap          |         | 41° 02′ 36″ N, 1° 00′ 13″ E / 41.043333333333°N,1.0036111111111°E |           |                     | Modifica les dades a Wikidata |
|        | punta de la Riera de Riudecanyes | Mont-roig del Camp                                      | cap          |         | 41° 03′ 08″ N, 1° 01′ 19″ E / 41.05212°N,1.0219°E                 |           |                     | Modifica les dades a Wikidata |

## corral
| imatge | Nom                        | Ubicat a           | instància de   | Detalls | coordenades                                                          | Protecció | Commons (més fotos) | Dades a WD                    |
| ------ | -------------------------- | ------------------ | -------------- | ------- | -------------------------------------------------------------------- | --------- | ------------------- | ----------------------------- |
|        | barraca de l'Assumpció     | Mont-roig del Camp | corral edifici |         | 41° 03′ 34″ N, 0° 55′ 46″ E / 41.0593400485415°N,0.929359844251893°E |           |                     | Modifica les dades a Wikidata |
|        | corral de la Plana del Pau | Mont-roig del Camp | corral edifici |         | 41° 02′ 22″ N, 0° 57′ 59″ E / 41.0393619412989°N,0.966282271169568°E |           |                     | Modifica les dades a Wikidata |
|        | corral del Sabater         | Mont-roig del Camp | corral edifici |         | 41° 03′ 38″ N, 1° 00′ 09″ E / 41.06063879478°N,1.00239860174681°E    |           |                     | Modifica les dades a Wikidata |
|        | corral del Vidiella        | Mont-roig del Camp | corral edifici |         | 41° 02′ 53″ N, 0° 57′ 35″ E / 41.0480563937984°N,0.959791834196982°E |           |                     | Modifica les dades a Wikidata |

## cova
| imatge | Nom                 | Ubicat a           | instància de | Detalls | coordenades                                                          | Protecció | Commons (més fotos) | Dades a WD                    |
| ------ | ------------------- | ------------------ | ------------ | ------- | -------------------------------------------------------------------- | --------- | ------------------- | ----------------------------- |
|        | Cova Foradada       | Mont-roig del Camp | cova         |         | 41° 05′ 51″ N, 0° 56′ 13″ E / 41.097362947374°N,0.937060158399348°E  |           |                     | Modifica les dades a Wikidata |
|        | cova de la Marquesa | Mont-roig del Camp | cova         |         | 41° 03′ 57″ N, 0° 55′ 40″ E / 41.0658605096873°N,0.927810399794032°E |           |                     | Modifica les dades a Wikidata |

## curs d'aigua
| imatge | Nom                  | Ubicat a                                                        | instància de | Detalls                     | coordenades                                                                                               | Protecció | Commons (més fotos)  | Dades a WD                    |
| ------ | -------------------- | --------------------------------------------------------------- | ------------ | --------------------------- | --- | --------- | -------------------- | ----------------------------- |
|        | riera de Riudecanyes | Riudecanyes Montbrió del Camp Mont-roig del Camp Cambrils       | curs d'aigua | Desemboca: mar Mediterrània | 41° 10′ 23″ N, 0° 54′ 20″ E / 41.17318°N,0.905559°E                                                       |           | Riera de Riudecanyes | Modifica les dades a Wikidata |
|        | riu de Llastres      | Vandellòs i l'Hospitalet de l'Infant Pratdip Mont-roig del Camp | curs d'aigua | Desemboca: mar Mediterrània | 41° 02′ 18″ N, 0° 47′ 36″ E / 41.038228°N,0.793463°E 40° 59′ 29″ N, 0° 55′ 54″ E / 40.991492°N,0.931749°E |           | Riu de Llastres      | Modifica les dades a Wikidata |

## entitat singular de població
| imatge | Nom                | Ubicat a           | instància de                                   | Detalls  | coordenades                                                                | Protecció | Commons (més fotos) | Dades a WD                    |
| ------ | ------------------ | ------------------ | ---------------------------------------------- | -------- | -------------------------------------------------------------------------- | --------- | ------------------- | ----------------------------- |
|        | Miami Platja       | Mont-roig del Camp | entitat singular de població                   | 8043 hab | 41° 00′ 35″ N, 0° 56′ 23″ E / 41.009722222222°N,0.93972222222222°E 34 msnm |           | Miami Platja        | Modifica les dades a Wikidata |
|        | Mont-roig del Camp | Mont-roig del Camp | entitat singular de població capital municipal | 3706 hab | 41° 05′ 12″ N, 0° 57′ 33″ E / 41.08675°N,0.95925°E 110 msnm                |           |                     | Modifica les dades a Wikidata |
|        | les Pobles         | Mont-roig del Camp | entitat singular de població                   | 2436 hab | 41° 03′ 35″ N, 1° 00′ 33″ E / 41.059749774403°N,1.0090939710984°E 22 msnm  |           |                     | Modifica les dades a Wikidata |

## església
| imatge | Nom                                 | Ubicat a           | instància de    | Detalls                     | coordenades                                                          | Protecció                                                  | Commons (més fotos)                 | Dades a WD                    |
| ------ | ----------------------------------- | ------------------ | --------------- | --------------------------- | -------------------------------------------------------------------- | ---------------------------------------------------------- | ----------------------------------- | ----------------------------- |
|        | Centre Miró                         | Mont-roig del Camp | església        | 2004                        | 41° 05′ 15″ N, 0° 57′ 32″ E / 41.087558°N,0.9589°E                   | bé cultural d'interès local                                | Centre Miró                         | Modifica les dades a Wikidata |
|        | Ermita de la Mare de Déu de la Roca | Mont-roig del Camp | església ermita | Estil: arquitectura popular | 41° 05′ 41″ N, 0° 56′ 16″ E / 41.09466°N,0.93771°E                   | bé cultural d'interès local bé cultural d'interès nacional | Mare de Déu de la Roca de Mont-roig | Modifica les dades a Wikidata |
|        | Sant Miquel de Mont-roig del Camp   | Mont-roig del Camp | església        |                             | 41° 05′ 18″ N, 0° 57′ 27″ E / 41.088232°N,0.957511°E                 | bé cultural d'interès local                                | Sant Miquel de Mont-roig del Camp   | Modifica les dades a Wikidata |
|        | Sant Ramon de Mont-roig del Camp    | Mont-roig del Camp | església        | Estil: arquitectura popular | 41° 05′ 42″ N, 0° 56′ 17″ E / 41.095097°N,0.937997°E                 | bé integrant del patrimoni cultural català                 | Sant Ramon de Mont-roig del Camp    | Modifica les dades a Wikidata |
|        | Santa Magdalena                     | Mont-roig del Camp | església        |                             | 41° 00′ 42″ N, 0° 56′ 10″ E / 41.0116878065238°N,0.936204263333737°E |                                                            |                                     | Modifica les dades a Wikidata |

## granja
| imatge | Nom                      | Ubicat a           | instància de | Detalls | coordenades                                                          | Protecció | Commons (més fotos) | Dades a WD                    |
| ------ | ------------------------ | ------------------ | ------------ | ------- | -------------------------------------------------------------------- | --------- | ------------------- | ----------------------------- |
|        | Granges Agrofesa         | Mont-roig del Camp | granja       |         | 41° 02′ 40″ N, 0° 56′ 55″ E / 41.0444095524958°N,0.948697238233594°E |           |                     | Modifica les dades a Wikidata |
|        | Granges del Bru          | Mont-roig del Camp | granja       |         | 41° 02′ 46″ N, 0° 59′ 19″ E / 41.0459797467303°N,0.988707742895559°E |           |                     | Modifica les dades a Wikidata |
|        | Granges del Cego         | Mont-roig del Camp | granja       |         | 41° 05′ 44″ N, 0° 57′ 20″ E / 41.0955507823226°N,0.955655374183993°E |           |                     | Modifica les dades a Wikidata |
|        | Granges del Vidiella     | Mont-roig del Camp | granja       |         | 41° 02′ 48″ N, 0° 57′ 43″ E / 41.0466086666378°N,0.961966261693662°E |           |                     | Modifica les dades a Wikidata |
|        | Granja Huguet            | Mont-roig del Camp | granja       |         | 41° 04′ 10″ N, 1° 00′ 01″ E / 41.0695660892309°N,1.0003787425668°E   |           |                     | Modifica les dades a Wikidata |
|        | Granja Panadero          | Mont-roig del Camp | granja       |         | 41° 04′ 52″ N, 0° 59′ 37″ E / 41.0810664943449°N,0.993530502458398°E |           |                     | Modifica les dades a Wikidata |
|        | Granja Sindical          | Mont-roig del Camp | granja       |         | 41° 03′ 55″ N, 0° 56′ 58″ E / 41.0653219412509°N,0.949558684411892°E |           |                     | Modifica les dades a Wikidata |
|        | Granja de Joaquim Munter | Mont-roig del Camp | granja       |         | 41° 05′ 25″ N, 0° 57′ 05″ E / 41.0903033063154°N,0.951305882033806°E |           |                     | Modifica les dades a Wikidata |
|        | Granja de l'Úbeda        | Mont-roig del Camp | granja       |         | 41° 03′ 49″ N, 0° 55′ 54″ E / 41.0635608986327°N,0.931667055576534°E |           |                     | Modifica les dades a Wikidata |
|        | Granja del Bargalló      | Mont-roig del Camp | granja       |         | 41° 05′ 52″ N, 0° 57′ 08″ E / 41.0977518086676°N,0.952288877182798°E |           |                     | Modifica les dades a Wikidata |
|        | Granja del Bonet         | Mont-roig del Camp | granja       |         | 41° 03′ 41″ N, 1° 00′ 38″ E / 41.0614907998863°N,1.01051272446204°E  |           |                     | Modifica les dades a Wikidata |
|        | Granja del Borrasset     | Mont-roig del Camp | granja       |         | 41° 03′ 58″ N, 0° 59′ 50″ E / 41.0660444882268°N,0.99728402695852°E  |           |                     | Modifica les dades a Wikidata |
|        | Granja del Floresta      | Mont-roig del Camp | granja       |         | 41° 05′ 48″ N, 0° 57′ 14″ E / 41.096717663301°N,0.953904606618911°E  |           |                     | Modifica les dades a Wikidata |
|        | Granja del Guinjoan      | Mont-roig del Camp | granja       |         | 41° 05′ 14″ N, 0° 56′ 43″ E / 41.0872771861988°N,0.945256906239018°E |           |                     | Modifica les dades a Wikidata |
|        | Granja del Marcos        | Mont-roig del Camp | granja       |         | 41° 04′ 52″ N, 0° 57′ 57″ E / 41.0811763097761°N,0.965898012398247°E |           |                     | Modifica les dades a Wikidata |
|        | Granja del Méndez        | Mont-roig del Camp | granja       |         | 41° 03′ 59″ N, 1° 00′ 20″ E / 41.0664848036917°N,1.00553020141809°E  |           |                     | Modifica les dades a Wikidata |
|        | Granja del Pere Garcia   | Mont-roig del Camp | granja       |         | 41° 03′ 26″ N, 0° 56′ 40″ E / 41.057207157943°N,0.944551167606526°E  |           |                     | Modifica les dades a Wikidata |
|        | Granja del Pere Ratés    | Mont-roig del Camp | granja       |         | 41° 05′ 07″ N, 0° 59′ 22″ E / 41.0851907302016°N,0.9893335939634°E   |           |                     | Modifica les dades a Wikidata |
|        | Granja del Prous         | Mont-roig del Camp | granja       |         | 41° 04′ 29″ N, 0° 59′ 29″ E / 41.0747864457989°N,0.991352877687456°E |           |                     | Modifica les dades a Wikidata |
|        | Granja del Rofes         | Mont-roig del Camp | granja       |         | 41° 04′ 56″ N, 0° 57′ 57″ E / 41.0821129819409°N,0.965892928695612°E |           |                     | Modifica les dades a Wikidata |
|        | Granja la Tira           | Mont-roig del Camp | granja       |         | 41° 04′ 02″ N, 0° 59′ 51″ E / 41.0672302421093°N,0.997616981806778°E |           |                     | Modifica les dades a Wikidata |

## masia
| imatge | Nom                                   | Ubicat a           | instància de | Detalls                              | coordenades                                                                         | Protecció                                            | Commons (més fotos) | Dades a WD                    |
| ------ | ------------------------------------- | ------------------ | ------------ | ------------------------------------ | ----------------------------------------------------------------------------------- | ---------------------------------------------------- | ------------------- | ----------------------------- |
|        | Ca l'Amadeu                           | Mont-roig del Camp | masia        |                                      | 41° 03′ 25″ N, 1° 00′ 12″ E / 41.05694606641°N,1.0032287844806°E                    |                                                      |                     | Modifica les dades a Wikidata |
|        | Ca l'Úbeda                            | Mont-roig del Camp | masia        |                                      | 41° 03′ 47″ N, 0° 55′ 50″ E / 41.062930374092°N,0.930663363797642°E                 |                                                      |                     | Modifica les dades a Wikidata |
|        | Cal Martí                             | Mont-roig del Camp | masia        |                                      | 41° 03′ 04″ N, 1° 00′ 48″ E / 41.0510801085428°N,1.01323000230052°E                 |                                                      |                     | Modifica les dades a Wikidata |
|        | Casa del Boronat                      | Mont-roig del Camp | masia        |                                      | 41° 02′ 46″ N, 0° 58′ 52″ E / 41.0462259845672°N,0.981157112811402°E                |                                                      |                     | Modifica les dades a Wikidata |
|        | Caseta del Figarro                    | Mont-roig del Camp | masia        |                                      | 41° 04′ 43″ N, 0° 55′ 42″ E / 41.0785328286457°N,0.928257434978191°E                |                                                      |                     | Modifica les dades a Wikidata |
|        | Caseta del Pou Vell                   | Mont-roig del Camp | masia        |                                      | 41° 05′ 39″ N, 0° 56′ 44″ E / 41.0942002869426°N,0.945564990146328°E                |                                                      |                     | Modifica les dades a Wikidata |
|        | Caseta del Rafeló                     | Mont-roig del Camp | masia        |                                      | 41° 01′ 48″ N, 0° 56′ 35″ E / 41.0300753433156°N,0.942945219469353°E                |                                                      |                     | Modifica les dades a Wikidata |
|        | Caseta del Rellotge                   | Mont-roig del Camp | masia        | Estil: arquitectura popular          | 41° 03′ 11″ N, 1° 00′ 14″ E / 41.052925°N,1.003774°E                                | bé integrant del patrimoni cultural català           |                     | Modifica les dades a Wikidata |
|        | Corral del Panxon                     | Mont-roig del Camp | masia        |                                      | 41° 02′ 39″ N, 0° 57′ 22″ E / 41.0441268994964°N,0.956106119974889°E                |                                                      |                     | Modifica les dades a Wikidata |
|        | Mas Miró                              | Mont-roig del Camp | masia        | Estil: arquitectura neoclàssica 1900 | 41° 03′ 39″ N, 0° 59′ 38″ E / 41.0608°N,0.993889°E ca:Partida de les Pobles 31 msnm | bé d'interès cultural bé cultural d'interès nacional | Mas Miró            | Modifica les dades a Wikidata |
|        | Mas d'en Poca                         | Mont-roig del Camp | masia        | Estil: arquitectura popular          | 41° 03′ 23″ N, 0° 59′ 35″ E / 41.056345°N,0.992935°E                                | bé integrant del patrimoni cultural català           |                     | Modifica les dades a Wikidata |
|        | Mas de Ballester                      | Mont-roig del Camp | masia        |                                      | 41° 03′ 45″ N, 1° 00′ 15″ E / 41.06236822463°N,1.0042547759977°E                    |                                                      |                     | Modifica les dades a Wikidata |
|        | Mas de Cal Ventura Ferran             | Mont-roig del Camp | masia        |                                      | 41° 03′ 23″ N, 1° 00′ 11″ E / 41.0562639835901°N,1.00307838438637°E                 |                                                      |                     | Modifica les dades a Wikidata |
|        | Mas de Romeu                          | Mont-roig del Camp | masia        | Estil: arquitectura popular          | 41° 03′ 28″ N, 0° 59′ 54″ E / 41.057751°N,0.998398°E                                | bé integrant del patrimoni cultural català           |                     | Modifica les dades a Wikidata |
|        | Mas de Vidiella                       | Mont-roig del Camp | masia        |                                      | 41° 05′ 24″ N, 0° 58′ 06″ E / 41.0901384778456°N,0.968443140364169°E                |                                                      |                     | Modifica les dades a Wikidata |
|        | Mas de l'Aubí                         | Mont-roig del Camp | masia        |                                      | 41° 05′ 49″ N, 0° 56′ 51″ E / 41.0968750873698°N,0.947565305575581°E                |                                                      |                     | Modifica les dades a Wikidata |
|        | Mas de l'Eleu                         | Mont-roig del Camp | masia        |                                      | 41° 05′ 54″ N, 0° 57′ 15″ E / 41.0984445074642°N,0.954267744475332°E                |                                                      |                     | Modifica les dades a Wikidata |
|        | Mas de l'Evaristo Cego                | Mont-roig del Camp | masia        |                                      | 41° 03′ 18″ N, 1° 00′ 36″ E / 41.0550143264677°N,1.00998207908655°E                 |                                                      |                     | Modifica les dades a Wikidata |
|        | Mas de la Consuelo Guillén            | Mont-roig del Camp | masia        |                                      | 41° 04′ 37″ N, 0° 55′ 42″ E / 41.0770303144045°N,0.928352244332452°E                |                                                      |                     | Modifica les dades a Wikidata |
|        | Mas del Badia                         | Mont-roig del Camp | masia        |                                      | 41° 05′ 47″ N, 0° 57′ 11″ E / 41.0962950072101°N,0.95292947192515°E                 |                                                      |                     | Modifica les dades a Wikidata |
|        | Mas del Bru                           | Mont-roig del Camp | masia        |                                      | 41° 02′ 47″ N, 0° 58′ 59″ E / 41.0463964314203°N,0.98317451178679°E                 |                                                      |                     | Modifica les dades a Wikidata |
|        | Mas del Carabasset                    | Mont-roig del Camp | masia        |                                      | 41° 03′ 06″ N, 1° 00′ 34″ E / 41.0516431654966°N,1.009322187473°E                   |                                                      |                     | Modifica les dades a Wikidata |
|        | Mas del Castro                        | Mont-roig del Camp | masia        |                                      | 41° 05′ 36″ N, 0° 57′ 55″ E / 41.0932700869885°N,0.96521531034338°E                 |                                                      |                     | Modifica les dades a Wikidata |
|        | Mas del Delfí                         | Mont-roig del Camp | masia        |                                      | 41° 03′ 29″ N, 1° 00′ 10″ E / 41.0581841620545°N,1.00265139350959°E                 |                                                      |                     | Modifica les dades a Wikidata |
|        | Mas del Domènec                       | Mont-roig del Camp | masia        |                                      | 41° 02′ 50″ N, 0° 58′ 27″ E / 41.0471194800341°N,0.974074377611852°E                |                                                      |                     | Modifica les dades a Wikidata |
|        | Mas del Figo                          | Mont-roig del Camp | masia        |                                      | 41° 05′ 56″ N, 0° 57′ 18″ E / 41.0989904389301°N,0.955084301075215°E                |                                                      |                     | Modifica les dades a Wikidata |
|        | Mas del Font                          | Mont-roig del Camp | masia        |                                      | 41° 03′ 35″ N, 1° 00′ 04″ E / 41.059723392066°N,1.00103399360059°E                  |                                                      |                     | Modifica les dades a Wikidata |
|        | Mas del Gairal                        | Mont-roig del Camp | masia        |                                      | 41° 03′ 52″ N, 1° 00′ 28″ E / 41.0645410607596°N,1.00771923327114°E                 |                                                      |                     | Modifica les dades a Wikidata |
|        | Mas del Jordi                         | Mont-roig del Camp | masia        |                                      | 41° 05′ 54″ N, 0° 57′ 51″ E / 41.0984317429842°N,0.964222462425719°E                |                                                      |                     | Modifica les dades a Wikidata |
|        | Mas del Macià                         | Mont-roig del Camp | masia        |                                      | 41° 03′ 10″ N, 1° 00′ 01″ E / 41.0528728313381°N,1.00023004415365°E                 |                                                      |                     | Modifica les dades a Wikidata |
|        | Mas del Madico                        | Mont-roig del Camp | masia        |                                      | 41° 03′ 25″ N, 1° 00′ 51″ E / 41.0569675240986°N,1.01407616817124°E                 |                                                      |                     | Modifica les dades a Wikidata |
|        | Mas del Mandoli                       | Mont-roig del Camp | masia        |                                      | 41° 03′ 29″ N, 1° 00′ 21″ E / 41.0580216732648°N,1.00575026611475°E                 |                                                      |                     | Modifica les dades a Wikidata |
|        | Mas del Marquès de Samà               | Mont-roig del Camp | masia        |                                      | 41° 00′ 54″ N, 0° 55′ 33″ E / 41.0149892384349°N,0.9259335333724°E                  |                                                      |                     | Modifica les dades a Wikidata |
|        | Mas del Mendoza                       | Mont-roig del Camp | masia        |                                      | 41° 03′ 16″ N, 1° 00′ 14″ E / 41.0545042672185°N,1.00392886588453°E                 |                                                      |                     | Modifica les dades a Wikidata |
|        | Mas del Nas                           | Mont-roig del Camp | masia        |                                      | 41° 01′ 52″ N, 0° 57′ 40″ E / 41.0311659850101°N,0.961229454048397°E                |                                                      |                     | Modifica les dades a Wikidata |
|        | Mas del Panadero                      | Mont-roig del Camp | masia        |                                      | 41° 03′ 18″ N, 1° 00′ 44″ E / 41.0550189705823°N,1.01233799916793°E                 |                                                      |                     | Modifica les dades a Wikidata |
|        | Mas del Pedreny                       | Mont-roig del Camp | masia        |                                      | 41° 03′ 42″ N, 0° 56′ 27″ E / 41.061724130295°N,0.940757049943216°E                 |                                                      |                     | Modifica les dades a Wikidata |
|        | Mas del Petroli                       | Mont-roig del Camp | masia        |                                      | 41° 03′ 37″ N, 1° 00′ 14″ E / 41.0603151118894°N,1.00399113120437°E                 |                                                      |                     | Modifica les dades a Wikidata |
|        | Mas del Pinyol                        | Mont-roig del Camp | masia        |                                      | 41° 05′ 01″ N, 0° 59′ 30″ E / 41.0836750109108°N,0.991772605368792°E                |                                                      |                     | Modifica les dades a Wikidata |
|        | Mas del Pujol                         | Mont-roig del Camp | masia        |                                      | 41° 03′ 19″ N, 1° 00′ 09″ E / 41.0553427546228°N,1.00241609241243°E                 |                                                      |                     | Modifica les dades a Wikidata |
|        | Mas del Roger                         | Mont-roig del Camp | masia        |                                      | 41° 05′ 10″ N, 0° 58′ 11″ E / 41.0859984479958°N,0.969654046124324°E                |                                                      |                     | Modifica les dades a Wikidata |
|        | Mas del Sabater                       | Mont-roig del Camp | masia        |                                      | 41° 03′ 41″ N, 1° 00′ 06″ E / 41.0614343862787°N,1.00152958836633°E                 |                                                      |                     | Modifica les dades a Wikidata |
|        | Mas del Salis                         | Mont-roig del Camp | masia        |                                      | 41° 02′ 43″ N, 0° 59′ 01″ E / 41.0454138497611°N,0.983644732552379°E                |                                                      |                     | Modifica les dades a Wikidata |
|        | Mas del Salvat                        | Mont-roig del Camp | masia        |                                      | 41° 03′ 27″ N, 1° 00′ 45″ E / 41.0575434257042°N,1.01247617347401°E                 |                                                      |                     | Modifica les dades a Wikidata |
|        | Mas del Sanxo                         | Mont-roig del Camp | masia        |                                      | 41° 02′ 20″ N, 0° 57′ 17″ E / 41.0389498672051°N,0.954707921633042°E                |                                                      |                     | Modifica les dades a Wikidata |
|        | Mas del Sil                           | Mont-roig del Camp | masia        |                                      | 41° 05′ 17″ N, 0° 56′ 49″ E / 41.0880716631177°N,0.946875063335621°E                |                                                      |                     | Modifica les dades a Wikidata |
|        | Mas del Teodoro                       | Mont-roig del Camp | masia        |                                      | 41° 02′ 16″ N, 0° 57′ 21″ E / 41.0377464276871°N,0.955922904825801°E                |                                                      |                     | Modifica les dades a Wikidata |
|        | Mas del Termo                         | Mont-roig del Camp | masia        |                                      | 41° 05′ 14″ N, 0° 57′ 03″ E / 41.0873133754858°N,0.950827347313504°E                |                                                      |                     | Modifica les dades a Wikidata |
|        | Mas del Tita                          | Mont-roig del Camp | masia        |                                      | 41° 05′ 21″ N, 0° 58′ 06″ E / 41.0891997071217°N,0.968329203527204°E                |                                                      |                     | Modifica les dades a Wikidata |
|        | Masia Elvira                          | Mont-roig del Camp | masia        |                                      | 41° 03′ 07″ N, 1° 00′ 33″ E / 41.0518127784135°N,1.00923378193375°E                 |                                                      |                     | Modifica les dades a Wikidata |
|        | Miramar                               | Mont-roig del Camp | masia        |                                      | 41° 01′ 35″ N, 0° 57′ 21″ E / 41.0262783007291°N,0.955825748769735°E                |                                                      |                     | Modifica les dades a Wikidata |
|        | Xalet de l'Esquius                    | Mont-roig del Camp | masia        |                                      | 41° 01′ 06″ N, 0° 56′ 23″ E / 41.0184605134016°N,0.93967950799428°E                 |                                                      |                     | Modifica les dades a Wikidata |
|        | Xalet de la Viuda del Pasqual Siurana | Mont-roig del Camp | masia        |                                      | 41° 05′ 21″ N, 0° 56′ 32″ E / 41.0891497189822°N,0.942174577863091°E                |                                                      |                     | Modifica les dades a Wikidata |
|        | Xalet del Font                        | Mont-roig del Camp | masia        |                                      | 41° 03′ 22″ N, 1° 00′ 49″ E / 41.0561235037472°N,1.01370887891295°E                 |                                                      |                     | Modifica les dades a Wikidata |
|        | Xalet del Guinjoan                    | Mont-roig del Camp | masia        |                                      | 41° 05′ 10″ N, 0° 56′ 45″ E / 41.0859906176171°N,0.9458446220681°E                  |                                                      |                     | Modifica les dades a Wikidata |
|        | Xalet del Maneta                      | Mont-roig del Camp | masia        |                                      | 41° 01′ 58″ N, 0° 56′ 05″ E / 41.0328288312177°N,0.934735045589021°E                |                                                      |                     | Modifica les dades a Wikidata |
|        | Xalet del Moran                       | Mont-roig del Camp | masia        |                                      | 41° 05′ 20″ N, 0° 56′ 32″ E / 41.088880288417°N,0.942218703684423°E                 |                                                      |                     | Modifica les dades a Wikidata |
|        | la Tira                               | Mont-roig del Camp | masia        |                                      | 41° 03′ 50″ N, 0° 59′ 41″ E / 41.06400347795°N,0.99468468966971°E                   |                                                      |                     | Modifica les dades a Wikidata |
|        | la Tira de Baix                       | Mont-roig del Camp | masia        |                                      | 41° 03′ 47″ N, 0° 59′ 33″ E / 41.063179450726°N,0.992586878964419°E                 |                                                      |                     | Modifica les dades a Wikidata |

## nucli d'entitat singular de població
| imatge | Nom                   | Ubicat a                        | instància de                                           | Detalls | coordenades                                                       | Protecció | Commons (més fotos) | Dades a WD                    |
| ------ | --------------------- | ------------------------------- | ------------------------------------------------------ | ------- | ----------------------------------------------------------------- | --------- | ------------------- | ----------------------------- |
|        | Bonmont Terres Noves  | Mont-roig del Camp              | nucli d'entitat singular de població nucli de població | 402 hab | 41° 02′ 25″ N, 0° 55′ 31″ E / 41.04023067°N,0.92518266°E 82 msnm  |           |                     | Modifica les dades a Wikidata |
|        | Club Mont-roig        | les Pobles Mont-roig del Camp   | nucli d'entitat singular de població nucli de població | 512 hab | 41° 04′ 07″ N, 0° 58′ 32″ E / 41.06859674°N,0.97546655°E 72 msnm  |           |                     | Modifica les dades a Wikidata |
|        | Costa Zèfir           | Miami Platja Mont-roig del Camp | nucli d'entitat singular de població nucli de població | 461 hab | 41° 01′ 11″ N, 0° 56′ 38″ E / 41.01979253°N,0.94377132°E 28 msnm  |           |                     | Modifica les dades a Wikidata |
|        | Etersa                | les Pobles Mont-roig del Camp   | nucli d'entitat singular de població nucli de població | 12 hab  | 41° 01′ 37″ N, 0° 57′ 49″ E / 41.02693851°N,0.96374469°E          |           |                     | Modifica les dades a Wikidata |
|        | Mainou                | les Pobles Mont-roig del Camp   | nucli d'entitat singular de població nucli de població | 67 hab  | 41° 03′ 04″ N, 0° 59′ 55″ E / 41.05116504°N,0.99853749°E 74 msnm  |           |                     | Modifica les dades a Wikidata |
|        | Mont-roig Badia       | les Pobles Mont-roig del Camp   | nucli d'entitat singular de població nucli de població | 103 hab | 41° 02′ 39″ N, 1° 00′ 07″ E / 41.0442899°N,1.00202972°E 3 msnm    |           |                     | Modifica les dades a Wikidata |
|        | Pla Parcial Sector 28 | les Pobles Mont-roig del Camp   | nucli d'entitat singular de població nucli de població | 130 hab | 41° 02′ 52″ N, 0° 59′ 55″ E / 41.04781481°N,0.99856776°E 9 msnm   |           |                     | Modifica les dades a Wikidata |
|        | Rustical Balnearis    | les Pobles Mont-roig del Camp   | nucli d'entitat singular de població nucli de població | 6 hab   | 41° 03′ 11″ N, 0° 59′ 40″ E / 41.05316456°N,0.9943836°E 20 msnm   |           |                     | Modifica les dades a Wikidata |
|        | Rustical Mont-roig    | les Pobles Mont-roig del Camp   | nucli d'entitat singular de població nucli de població | 122 hab | 41° 02′ 12″ N, 0° 57′ 59″ E / 41.03664017°N,0.96633598°E 18 msnm  |           |                     | Modifica les dades a Wikidata |
|        | Solemio               | les Pobles Mont-roig del Camp   | nucli d'entitat singular de població nucli de població | 193 hab | 41° 01′ 32″ N, 0° 57′ 10″ E / 41.02565433°N,0.95277068°E 18 msnm  |           |                     | Modifica les dades a Wikidata |
|        | Sud-oest              | Miami Platja Mont-roig del Camp | nucli d'entitat singular de població nucli de població | 744 hab | 40° 59′ 44″ N, 0° 55′ 49″ E / 40.99561735°N,0.93022208°E 15 msnm  |           |                     | Modifica les dades a Wikidata |
|        | Via Marina            | Miami Platja Mont-roig del Camp | nucli d'entitat singular de població nucli de població | 145 hab | 41° 01′ 38″ N, 0° 55′ 37″ E / 41.02715978°N,0.926874099°E 52 msnm |           |                     | Modifica les dades a Wikidata |
|        | el Parc de Mont-roig  | les Pobles Mont-roig del Camp   | nucli d'entitat singular de població nucli de població | 39 hab  | 41° 01′ 24″ N, 0° 57′ 26″ E / 41.02319467°N,0.95730697°E 2 msnm   |           |                     | Modifica les dades a Wikidata |
|        | la Ribera             | les Pobles Mont-roig del Camp   | nucli d'entitat singular de població nucli de població | 19 hab  | 41° 01′ 40″ N, 0° 57′ 50″ E / 41.02768091°N,0.96395967°E 2 msnm   |           |                     | Modifica les dades a Wikidata |
|        | les Planes            | les Pobles Mont-roig del Camp   | nucli d'entitat singular de població nucli de població | 31 hab  | 41° 02′ 45″ N, 0° 57′ 16″ E / 41.04581082°N,0.954531316°E 50 msnm |           |                     | Modifica les dades a Wikidata |

## nucli de població
| imatge | Nom                 | Ubicat a                        | instància de                                           | Detalls | coordenades                                                                  | Protecció | Commons (més fotos) | Dades a WD                    |
| ------ | ------------------- | ------------------------------- | ------------------------------------------------------ | ------- | ---------------------------------------------------------------------------- | --------- | ------------------- | ----------------------------- |
|        | Masos d'en Blader   | Mont-roig del Camp les Pobles   | nucli de població nucli d'entitat singular de població | 589 hab | 41° 01′ 56″ N, 0° 57′ 20″ E / 41.0321005637781°N,0.955514750587554°E 22 msnm |           |                     | Modifica les dades a Wikidata |
|        | Sant Miquel         | Mont-roig del Camp les Pobles   | nucli de població nucli d'entitat singular de població | 156 hab | 41° 02′ 02″ N, 0° 57′ 48″ E / 41.0340025556692°N,0.963223613081503°E 12 msnm |           |                     | Modifica les dades a Wikidata |
|        | el Casalot          | Mont-roig del Camp Miami Platja | nucli de població nucli d'entitat singular de població | 852 hab | 41° 01′ 37″ N, 0° 55′ 08″ E / 41.0269213168364°N,0.918791257044672°E 62 msnm |           |                     | Modifica les dades a Wikidata |
|        | el Paradís          | Mont-roig del Camp les Pobles   | nucli de població nucli d'entitat singular de població | 54 hab  | 41° 03′ 13″ N, 1° 00′ 51″ E / 41.0536719097618°N,1.01413962021951°E 12 msnm  |           |                     | Modifica les dades a Wikidata |
|        | els Pins de Miramar | Mont-roig del Camp les Pobles   | nucli de població nucli d'entitat singular de població | 45 hab  | 41° 01′ 41″ N, 0° 57′ 33″ E / 41.0281317493554°N,0.959265355982489°E 11 msnm |           |                     | Modifica les dades a Wikidata |

## platja
| imatge | Nom                            | Ubicat a           | instància de                          | Detalls                 | coordenades                                                            | Protecció | Commons (més fotos)      | Dades a WD                    |
| ------ | ------------------------------ | ------------------ | ------------------------------------- | ----------------------- | ---------------------------------------------------------------------- | --------- | ------------------------ | ----------------------------- |
|        | Cala Califòrnia                | Mont-roig del Camp | platja                                |                         | 41° 00′ 24″ N, 0° 56′ 27″ E / 41.006568574064325°N,0.940755252972904°E |           |                          | Modifica les dades a Wikidata |
|        | cala Bot                       | Mont-roig del Camp | platja platja urbana                  | Llarg: 160m Ample: 20m  | 41° 00′ 21″ N, 0° 56′ 25″ E / 41.00576899586554°N,0.9401584258780966°E |           |                          | Modifica les dades a Wikidata |
|        | cala Misteri                   | Mont-roig del Camp | platja platja urbana                  | Llarg: 210m Ample: 20m  | 41° 00′ 32″ N, 0° 56′ 35″ E / 41.0087670310896°N,0.9430704539869348°E  |           |                          | Modifica les dades a Wikidata |
|        | cala de Santa Fe               | Mont-roig del Camp | platja                                |                         | 41° 00′ 28″ N, 0° 56′ 31″ E / 41.00785613019699°N,0.942066700190096°E  |           |                          | Modifica les dades a Wikidata |
|        | cala de les Sirenes            | Mont-roig del Camp | platja platja urbana                  | Llarg: 190m Ample: 20m  | 41° 00′ 43″ N, 0° 56′ 50″ E / 41.01200000023°N,0.94729999974427°E      |           |                          | Modifica les dades a Wikidata |
|        | cala del Pescador              | Mont-roig del Camp | platja                                |                         | 41° 00′ 17″ N, 0° 56′ 23″ E / 41.00482216005879°N,0.93963259287729°E   |           |                          | Modifica les dades a Wikidata |
|        | cala del Solitari              | Mont-roig del Camp | platja platja urbana                  | Llarg: 120m Ample: 20m  | 41° 00′ 35″ N, 0° 56′ 41″ E / 41.009800000069°N,0.94459999997011°E     |           | Cala del Solitari        | Modifica les dades a Wikidata |
|        | cala dels Angeles              | Mont-roig del Camp | platja platja urbana                  | Llarg: 130m Ample: 25m  | 41° 00′ 14″ N, 0° 56′ 19″ E / 41.00386179131609°N,0.9387446179241492°E |           |                          | Modifica les dades a Wikidata |
|        | cala dels Vienesos             | Mont-roig del Camp | platja platja urbana                  | Llarg: 75m Ample: 20m   | 41° 01′ 01″ N, 0° 57′ 08″ E / 41.016999999804°N,0.95210000014125°E     |           |                          | Modifica les dades a Wikidata |
|        | la Porquerola                  | Mont-roig del Camp | platja codolar                        | Llarg: 2600m Ample: 25m | 41° 02′ 23″ N, 0° 59′ 05″ E / 41.039599999779°N,0.98459999968508°E     |           |                          | Modifica les dades a Wikidata |
|        | platja de Cristall             | Mont-roig del Camp | platja platja urbana                  | Llarg: 1150m Ample: 90m | 41° 00′ 01″ N, 0° 56′ 12″ E / 41.000399999761°N,0.93660000020678°E     |           | Platja de Cristall       | Modifica les dades a Wikidata |
|        | platja de Rifà                 | Mont-roig del Camp | platja platja d'arena daurada codolar | Llarg: 600m Ample: 15m  | 41° 02′ 21″ N, 0° 59′ 02″ E / 41.03925°N,0.98384°E                     |           |                          | Modifica les dades a Wikidata |
|        | platja de Riudecanyes          | Mont-roig del Camp | platja                                |                         | 41° 03′ 06″ N, 1° 01′ 13″ E / 41.05172005814691°N,1.0203246558129604°E |           |                          | Modifica les dades a Wikidata |
|        | platja de l'Estany Salat       | Mont-roig del Camp | platja                                | Llarg: 2450m Ample: 20m | 41° 01′ 13″ N, 0° 57′ 22″ E / 41.020399999981°N,0.95609999957375°E     |           | Platja de l'Estany Salat | Modifica les dades a Wikidata |
|        | platja de la Casa dels Lladres | Mont-roig del Camp | platja                                |                         | 41° 01′ 25″ N, 0° 57′ 35″ E / 41.02350461676741°N,0.9596044566385924°E |           |                          | Modifica les dades a Wikidata |
|        | platja de la Pixerota          | Mont-roig del Camp | platja codolar                        | Llarg: 1900m Ample: 20m | 41° 02′ 36″ N, 1° 00′ 05″ E / 41.043399999699°N,1.0014999997353°E      |           |                          | Modifica les dades a Wikidata |
|        | platja de la Punta del Riu     | Mont-roig del Camp | platja platja urbana                  | Llarg: 100m Ample: 80m  | 40° 59′ 32″ N, 0° 55′ 57″ E / 40.992200000036°N,0.93239999985944°E     |           |                          | Modifica les dades a Wikidata |
|        | platja dels Penyals            | Mont-roig del Camp | platja                                |                         | 41° 01′ 01″ N, 0° 57′ 08″ E / 41.01706823921262°N,0.9521895220765368°E |           |                          | Modifica les dades a Wikidata |
|        | platja dels Pilans             | Mont-roig del Camp | platja                                |                         | 41° 02′ 05″ N, 0° 58′ 36″ E / 41.03470460247219°N,0.9767771828010584°E |           |                          | Modifica les dades a Wikidata |

## serra
| imatge | Nom                 | Ubicat a                                          | instància de | Detalls | coordenades                                                         | Protecció | Commons (més fotos) | Dades a WD                    |
| ------ | ------------------- | ------------------------------------------------- | ------------ | ------- | ------------------------------------------------------------------- | --------- | ------------------- | ----------------------------- |
|        | Muntanya Blanca     | Mont-roig del Camp Pratdip Vilanova d'Escornalbou | serra        |         | 41° 04′ 54″ N, 0° 54′ 45″ E / 41.0817°N,0.91255°E 549.7 msnm        |           |                     | Modifica les dades a Wikidata |
|        | serra de la Pedrera | Mont-roig del Camp Vilanova d'Escornalbou         | serra        |         | 41° 04′ 45″ N, 0° 56′ 10″ E / 41.07919444°N,0.93621667°E 272.8 msnm |           |                     | Modifica les dades a Wikidata |

## zona humida
| imatge | Nom                                         | Ubicat a                                                | instància de                           | Detalls             | coordenades                                                           | Protecció | Commons (més fotos)                      | Dades a WD                    |
| ------ | ------------------------------------------- | ------------------------------------------------------- | -------------------------------------- | ------------------- | --------------------------------------------------------------------- | --------- | ---------------------------------------- | ----------------------------- |
|        | Desembocadura del riu Llastres              | Mont-roig del Camp Vandellòs i l'Hospitalet de l'Infant | zona humida                            | Superfície: 10.69ha | 40° 59′ 30″ N, 0° 55′ 54″ E / 40.9918°N,0.9318°E                      |           | Desembocadura del riu Llastres           | Modifica les dades a Wikidata |
|        | desembocadura de la riera de Riudecanyes    | Cambrils Mont-roig del Camp                             | zona humida curs d'aigua desembocadura | Superfície: 8.5ha   | 41° 03′ 07″ N, 1° 01′ 25″ E / 41.052069°N,1.023594°E                  |           | Desembocadura de la Riera de Riudecanyes | Modifica les dades a Wikidata |
|        | desembocadura del torrent de l'estany Gelat | Mont-roig del Camp                                      | zona humida                            | Superfície: 2.87ha  | 41° 01′ 13″ N, 0° 57′ 22″ E / 41.02026897317073°N,0.956199382810974°E |           |                                          | Modifica les dades a Wikidata |

## Misc
| imatge | Nom                                               | Ubicat a                                  | instància de                                    | Detalls                                                          | coordenades                                                                | Protecció                                            | Commons (més fotos)                | Dades a WD                    |
| ------ | ------------------------------------------------- | ----------------------------------------- | ----------------------------------------------- | ---------------------------------------------------------------- | -------------------------------------------------------------------------- | ---------------------------------------------------- | ---------------------------------- | ----------------------------- |
|        | Estació de Mont-roig del Camp                     | Mont-roig del Camp                        | estació de ferrocarril edifici                  | 1865                                                             | 41° 02′ 42″ N, 0° 59′ 27″ E / 41.045027777777776°N,0.9907222222222224°E    |                                                      | Mont-roig del Camp train station   | Modifica les dades a Wikidata |
|        | Mare de Déu del Peiró                             | Mont-roig del Camp                        | oratori                                         | Estil: arquitectura popular                                      | 41° 05′ 21″ N, 0° 56′ 49″ E / 41.089294°N,0.946981°E                       | bé cultural d'interès local                          | Mare de Déu del Peiró              | Modifica les dades a Wikidata |
|        | Miramar                                           | Mont-roig del Camp                        | casa forta                                      | 15th century                                                     | 41° 01′ 34″ N, 0° 57′ 43″ E / 41.026189°N,0.962021°E ca:Partida de Miramar | bé d'interès cultural bé cultural d'interès nacional | Miramar (Mont-roig del Camp)       | Modifica les dades a Wikidata |
|        | Monument als donants de sang a Mont-Roig del Camp | Mont-roig del Camp                        | monument                                        | Creador: Simó Gras 2004-08-05 Anomenat per: donant de sang       | 41° 05′ 09″ N, 0° 57′ 29″ E / 41.08575°N,0.95795°E                         |                                                      |                                    | Modifica les dades a Wikidata |
|        | Muralla de Mont-roig del Camp                     | Mont-roig del Camp                        | muralla urbana                                  | Estil: arquitectura popular                                      | 41° 05′ 15″ N, 0° 57′ 31″ E / 41.087483°N,0.958537°E                       | bé cultural d'interès local                          | Muralla de Mont-roig del Camp      | Modifica les dades a Wikidata |
|        | Normandie                                         | Mont-roig del Camp                        | vèrtex geodèsic                                 | Alt: 1.2m                                                        | 41° 00′ 54″ N, 0° 56′ 57″ E / 41.014974°N,0.949066°E 43.745 msnm           |                                                      |                                    | Modifica les dades a Wikidata |
|        | Pi de l'Aubí                                      | Mont-roig del Camp                        | castell                                         |                                                                  | 41° 05′ 48″ N, 0° 56′ 55″ E / 41.0965411710173°N,0.948540148825739°E       |                                                      |                                    | Modifica les dades a Wikidata |
|        | Pont de Rifà                                      | Mont-roig del Camp                        | pont                                            |                                                                  | 41° 05′ 06″ N, 0° 56′ 05″ E / 41.0849973442843°N,0.934625685789977°E       |                                                      |                                    | Modifica les dades a Wikidata |
|        | Rentadors de Mont-roig del Camp                   | Mont-roig del Camp                        | safareig                                        |                                                                  | 41° 05′ 22″ N, 0° 57′ 26″ E / 41.089327°N,0.957318°E                       |                                                      | Rentador de Mont-roig del Camp     | Modifica les dades a Wikidata |
|        | Torre del Sol                                     | Mont-roig del Camp                        | torre de telegrafia òptica                      |                                                                  | 41° 02′ 02″ N, 0° 58′ 25″ E / 41.033878°N,0.973572°E                       |                                                      | Torre del Sol (Mont-roig del Camp) | Modifica les dades a Wikidata |
|        | casa consistorial de Mont-roig del Camp           | Mont-roig del Camp                        | casa consistorial                               |                                                                  | 41° 04′ 58″ N, 0° 57′ 31″ E / 41.0828307°N,0.9586187°E                     |                                                      |                                    | Modifica les dades a Wikidata |
|        | l'Areny                                           | Mont-roig del Camp Vilanova d'Escornalbou | muntanya                                        |                                                                  | 41° 06′ 00″ N, 0° 56′ 03″ E / 41.0999°N,0.934116°E 394 msnm                |                                                      |                                    | Modifica les dades a Wikidata |
|        | les Eres                                          | Mont-roig del Camp                        | indret                                          |                                                                  | 41° 05′ 22″ N, 0° 57′ 08″ E / 41.0894116336216°N,0.952321743054629°E       |                                                      |                                    | Modifica les dades a Wikidata |
|        | mar Mediterrània                                  |                                           | mar interior mar mediterrani conca hidrogràfica | Superfície: 2500000km² Profunditat: 5267 1541m Volum: 3839000km³ | 38° N, 17° E / 38°N,17°E 0 msnm                                            |                                                      | Mediterranean Sea                  | Modifica les dades a Wikidata |